# Old New Ballads Blues
Old New Ballads Blues es el décimo séptimo álbum de estudio del guitarrista norirlandés de blues rock y hard rock Gary Moore, publicado en 2006 por su nueva casa discográfica Eagle Records. Como su nombre lo indica incluye en su mayoría baladas, haciéndolo un disco más íntimo similar en sonido a Still Got the Blues de 1990.
Obtuvo la sexta posición en la lista Top Blues Albums de los Estados Unidos y el lugar 148 en los UK Albums Chart del Reino Unido.
Entre su listado de canciones fueron incluidas las versiones de «You Know My Love» de Willie Dixon, «Done Somebody Wrong» de Elmore James y «All Your Love» de Otis Rush. De igual manera fue regrabada el tema «Midnight Blues» que original pertenece a su álbum Still Got the Blues.

## Lista de canciones
Todas las canciones escritas por Gary Moore, a menos que se indique lo contrario.

| N.º | Título                                        | Escritor(es) | Duración |  |
| 1.  | «Done Somebody Wrong» (cover de Elmore James) | Elmore James | 3:07     |  |
| 2.  | «You Know My Love» (cover de Willie Dixon)    | Willie Dixon | 7:17     |  |
| 3.  | «Midnight Blues (2006)»                       |              | 5:45     |  |
| 4.  | «Ain't Nobody»                                |              | 4:51     |  |
| 5.  | «Gonna Rain Today»                            |              | 4:39     |  |
| 6.  | «All Your Love (2006)» (cover de Otis Rush)   | Otis Rush    | 4:29     |  |
| 7.  | «Flesh and Blood»                             |              | 4:52     |  |
| 8.  | «Cut It Out» (instrumental)                   |              | 5:35     |  |
| 9.  | «No Reason to Cry»                            |              | 9:01     |  |
| 10. | «I'll Play the Blues for You»                 |              | 6:03     |  |

## Músicos
- Gary Moore: voz y guitarra eléctrica
- Don Airey: teclados
- Jonathan Noyce: bajo
- Darrin Mooney: batería